# Shinji Hirako
Shinji Hirako (平子 真子 Hirako Shinji?) (Seiyū: Masaya Onosaka) es un personaje de la serie del manga y anime Bleach. Es un Visored, un Shinigami proscrito que ha despertado su lado Hollow para aumentar su poder.

## Perfil
Es el primer miembro de los Visored en hacer su aparición, y es considerado el líder de este grupo, pese a que no se haya establecido este hecho de forma explícita. Más tarde se revelaría que, un siglo antes de los eventos principales narrados en la serie, que Hirako fue una vez expulsado de la Sociedad de Almas cuando era Capitán de la 5ª División del Gotei 13, siendo su Subcapitán Sōsuke Aizen, el principal antagonista de Bleach. A pesar de todo esto, recupera su posición como capitán luego del incidente de Xcecution.
Una curiosidad de éste personaje es que hace una temprana aparición en la portada del primer capítulo del manga, apareciendo en el penúltimo cuadro de la portada del mismo. 

## Apariencia
Hirako es un hombre alto de complexión delgada y aspecto bastante juvenil, que le permite a pasar por un estudiante de instituto, pues aparenta menos edad que otros personajes de edades similares a la suya. Sus ojos son alargados y almendrados, de iris pequeños y color avellana, mientras que su pelo es rubio y lo luce cortado de forma uniforme a la altura de las mandíbulas. Al igual que Nnoitra Jiruga, Hirako suele mostrar una amplia y cínica sonrisa con los dientes separados y la fila superior más fácilmente visible que la inferior. En su lengua lleva un piercing con forma de anilla. 
Inicialmente llevaba el uniforme propio del Instituto de Karakura Town, al que añadía una gorra de color beige. Sin embargo, cuando Ichigo Kurosaki finalmente va a visitar a los Visored, Hirako viste con camisas de tonos pardos y corbatas, así como un abrigo ligero marrón. En sus tiempos como Capitán de la 5ª Shinigami, Hirako vestía con el uniforme propio de los Shinigamis, sin ninguna estandarización, y con el haori blanco propio de los capitanes, que en su caso era de mangas largas. En aquella época lucía el pelo considerablemente más largo que en la actualidad, llegándole a la altura de la media espalda.

## Personalidad
La mayor parte del tiempo Hirako mantiene cierto aire frívolo y despreocupado, que parece no dar mucha importancia a todo lo que ocurre a su alrededor. Sin embargo, en realidad es una persona muy perceptiva, sensible al comportamiento de la gente próxima a él y una de las pocas personas que desde un principio entrevió la verdadera forma de ser de Aizen. Su actitud de dejadez y pasotismo siempre enerva los ánimos de Hiyori Sarugaki, siendo muy frecuentes las peleas entre ambos, y dándole a Hirako cierto aire cómico por la inmadurez que demuestra en esos momentos, al provocar a su compañera. No obstante, a la hora de luchar abandona su displicencia y falta de interés, adquiriendo una gran seriedad que también saca a relucir cuando se haya molesto.

## Historia

### Pasado
Shinji Hirako era el Capitán de la Quinta División de la Sociedad de Almas 110 años atrás y su teniente era Sōsuke Aizen, Shinji lo eligió al haber desconfiado siempre de él. Hirako apoya a Kisuke Urahara cuando es ascendido a Capitán de la Duodécima División, que se enfrenta a la desconfianza de sus subordinados y su teniente, Hiyori Sarugaki.
Nueve años más tarde Shinji informa a Urahara, Mayuri Kurotsuchi y Hiyori sobre los desvanecimientos acontecidos en el Rukongai, investigados por la Novena División de Kensei Muguruma y Mashiro Kuna, sin embargo su grupo es atacado y la alarma se dispara en el Seireitei. Son enviados por el Comandante Yamamoto el propio Shinji, Love Aikawa, Rōjurō Otoribashi, Lisa Yadōmaru y Hachigen Ushōda en apoyo de Hiyori, ya enviada anteriormente por Urahara. Allí se enfrentan a Kensei y Mashiro transformados en hollow, que los atacan furiosamente, los shinigamis se ven obligados a detenerlos sin matarlos. Una vez el objetivo es cumplido Hiyori se transforma en Hollow y ataca a Shinji, el resto de shinigamis son derrotados misteriosamente y se descubre que Kaname Tōsen es el responsable, siguiendo órdenes de Sōsuke Aizen, que aparece junto a Gin Ichimaru.
Aizen se aprovechó de la desconfianza de Shinji y usó a Kyōka Suigetsu para sustituirse a sí mismo y llevar a cabo sus planes sin que su Capitán se diese cuenta, mientras todos los shinigamis se transforman en Hollow, Aizen se dispone a rematarlos, sin embargo Urahara y Tessai Tsukabishi fuerzan la retirada de los tres shinigamis. Usando técnicas prohibidas, Tessai transporta a todos al cuartel de la División 12 donde Urahara planea curarlos con el Hōgyoku, sin embargo no logra revertir la transformación y es incriminado por Aizen ante la Cámara de los 46, que condena a perder sus poderes y al exilio a Urahara, prisión para tessai y la muerte para los shinigamis, no obstante Yoruichi Shihōin logra ponerlos a salvo en el Sōkyoku, donde Urahara crea 10 gigais indetectables para todos y logran huir al mundo humano.

### Los Arrancar
Hirako se inscribe en el instituto de Karakura para tratar de reclutar a Ichigo Kurosaki, que dio definitivas muestras de poseer un hollow interno en su combate con Byakuya Kuchiki, Hirako es el encargado de reclutar y convencer a Ichigo mientras los demás Visored esperan en un almacén cercano.
Shinji se infiltra en el instituto con normalidad y sin levantar sospechas, entablando el primer contacto con Ichigo y los demás nada más ser presentado, observa durante un tiempo la actuación del shinigami sustituto hasta que una noche varios hollows de gran poder aparecen en la ciudad, entre ellos Grand Fisher, el hollow que asesinó a Masaki Kurosaki, la madre de Ichigo. Este es el primero en acudir pero Hirako lo intercepta en el aire y le explica lo que es y su deseo de que se una a él, no obstante Ichigo declina y Hirako debe explicarle todo a una enfadada Hiyori por teléfono.
Hirako aun intenta reclutar a Ichigo a pesar de su negativa y despierta sospechas entre Yasutora Sado y Orihime Inoue especialmente cuando se encuentran con Hiyori. Shinji se retira y espera a que Ichigo se decida por sí solo, cosa que ocurre tras el ataque arrancar encabezado por Grimmjow Jeaguerjaques que acaba en derrota para el shinigami sustituto. Ichigo trata de convencer a los visored por las malas para obtener su ayuda pero tras un enfrentamiento con Hiyori Shinji le ofrece su ayuda. Ichigo rechaza los métodos tradicionales de entrenamiento y el líder visored termina por ayudarlo a pelear con su hollow interno mientras él y sus compañeros luchan turnándose con su lado salvaje. Finalmente tras más de una hora de combate, Ichigo prevalece y logra obtener el poder de su contraparte, desde entonces el entrenamiento se centra en aumentar su permanencia en estado hollow.
Un mes más tarde Ichigo solo logra mantenerse en ese estado 11 segundos, y cuando los arrancar atacan de nuevo al grupo shinigami liderado por Tōshirō Hitsugaya, Ichigo no duda en lanzarse a la batalla a pesar de la reticencia de Kensei o Ravu. Aunque en un principio Ichigo vence fácilmente a Grimmjow Jeaguerjaques, cuando su máscara se rompe es derrotado con facilidad por el antiguo Espada y debe ser ayudado por Rukia Kuchiki primero y por el mismo Shinji después, usando su máscara, Hirako obtiene una rápida y aplastante victoria con un Cero, cuando Grimmjow se dispone a liberar su Zanpakutō como último recurso Ulquiorra Cifer lo detiene y da la misión por terminada pues el secuestro de Orihime Inoue ha sido un éxito, tras esto se retiran gracias a la Negación.
Hirako lleva al malherido Ichigo ante Hachi, que con su restauración espacial cura la mayor parte de las heridas del shinigami, sin embargo le recomienda a Rukia llevárselo a casa puesto que el reiatsu de los Arrancar, unido al de los Vizards (de naturaleza Hollow en parte) puede limitar la curación. La Sociedad de Almas se desentiende de Inoue Orihime, considerándola traidora y no le facilita ayuda a Ichigo para rescatarla, es más, enviarán a los Capitanes Kuchiki Byakuya y Zaraki Kenpachi para ordenar un repliegue de fuerzas. Ichigo decidirá pedirle ayuda a Kisuke Urahara, que le abrirá la Garganta. El mismo día que Ichigo se va, Hirako recibe unas vendas del shinigami con la palabra "Gracias" escrita en ellas.

### Hueco Mundo
Shinji y el resto de Visored se mantienen al margen de la batalla que mantienen Ichigo Kurosaki y sus amigos en Hueco Mundo contra los Arrancar a la que después se suman cuatro Capitanes del Gotei, finalmente Sōsuke Aizen los encierra y se dispone a invadir Karakura (transportada a la Sociedad de Almas), encontrándose con los Capitanes restantes en una réplica de la ciudad deshabitada, convoca a sus Espada más poderosos Harribel, Starrk y Baraggan junto a sus Fracciones. Hirako y el resto deciden pasar a la acción por su deuda con Kisuke Urahara, y con Aizen.

### La batalla por Karakura
Poco tiempo después del encuentro de las fuerzas de Aizen y de la Sociedad de Almas en la copia de Karakura dispuesta a tal efecto, Hirako abandona su escondite junto con los otros Visored, armado y listo para la lucha, afirmando tener sendas cuentas pendientes tanto con Aizen como con Urahara. Aparece junto a los suyos justo en el momento en el que Aizen junto a sus cómplices, los 3 Espada sobrevivientes, Wonderweiss Margera y la extraña criatura que le acompaña se disponían a terminar con los Shinigamis, desconociéndose por el momento que papel asumirán.
Seguido de esto mantiene una conversación con el capitán Yamamoto, aclarando que no está de su lado pero que sí quiere derrotar a Aizen, posteriormente también aclara que está del lado de Kurosaki Ichigo. Momentos después se encuentra junto a los demás visored presenciando la liberación de varios gillians por parte del gran hollow llegado junto a Wonderweiss. Finalmente se le puede ver con la máscara puesta, increíblemente junto a los demás también con sus máscaras.
Mientras los demás Vizards pelean con los gillians Shinji se muestra frente a Aizen, y después de una breve conversación en la que sale a relucir el desprecio existente de Aizen contra los Visored, denominándoles "experimentos fallidos de arrancars" se apresta para el combate contra su antiguo teniente, finalizando la conversación diciéndole "Que, al contrario de lo que pudiera pensar de ellos, ya son capaces de controlar sus poderes hollow y que los controlan muy bien". En ese momento Shinji ataca a Aizen pero es detenido por Tousen que lo logra cortar con su Zanpakuto justo sobre su ojo izquierdo en ese momento llega Komamura diciendo que como ellos derrotaron a los menos ya los considera sus aliados. Luego que todos los espadas que se encontraban allí murieron Hiyori no pudo resistirse a atacar de frente a Aizen pero fue atravesada por el shikai de Gin, Shinji se lanza a atraparla y recuerda que el poder de Orihime puede curarla y se pregunta desesperado donde puede estar Ichigo.
Después de la irrupción de Ichigo en el combate, ayuda a los capitanes shinigami presentes a parar a Aizen, llegando a mostrarle su shikai, con la que logra confundirlo por unos momentos, llegando a herirle de poca consideración en un brazo. Posteriormente, tras revelarse que Aizen había utilizado su técnica de hipnosis total contra Toshiro Hitsugaya, es atacado a traición por el mismo Aizen, quien derrota a la vez a Hitsugaya, Hirako, Suì-Fēng y Kyoraku de un solo golpe. 
Más adelante, al final de la Saga del Agente Perdido, se ve que ha vuelto a formar parte del Gotei 13, volviendo a estar al mando de la 5ª División, con Momo Hinamori de teniente.
Posteriormente, en la actual Saga de la Guerra Sangrienta de los 1000 años, interviene de urgencia a un malherido Byakuya Kuchiki, que había sido derrotado por Äs Nodt, consiguiendo salvarle la vida. También toma parte en la defensa de la Sociedad de Almas contra la primera ofensiva de soldados del Vandenreich. Por último, también está presente en la llegada de la División Cero al Seireitei, hablando con uno de sus integrantes, la antigua capitana de la 12ª División (Kirio Hikifune), la cual le saluda muy afectuosamente (enviándole a varias decenas de metros con una simple palmadita en la espalda).

## Poderes
Hirako es posiblemente uno de los más poderosos capitanes shinigami de la sociedad de almas. Además cuenta con poderes y presencia espiritual similar a la de un Hollow, no obstante mantiene su capacidad de purificar a los Hollow si les causa un corte profundo en la máscara con su Zanpakutō.
Como miembro de la comunidad Visored, se ha mantenido al margen de los acontecimientos en el último siglo, pero no por eso ha perdido poder. Más bien ha incrementado sus ya de por sí considerables poderes al dominar a su hollow interno, y poder hacer uso de su fuerza en un momento dado, aunque por un tiempo bastante limitado. Como capitán shinigami, conoce tanto el Shikai (liberación inicial de la Zampakuto) como el Bankai (liberación definitiva de la Zampakuto), si bien esta última no ha sido revelada hasta la fecha.
Es capaz de moverse a altas velocidades con el paso instantáneo o shunpo, así como concentrar espiritrones en sus pies para moverse por el aire o flotar en él boca abajo.
No se ha visto que pueda utilizar artes kidoh aunque es probable que sepa usarlos. Además, destaca por ser un competente cirujano de campaña (consigue salvar de una muerte segura a Byakuya Kuchiki y a Renji Abarai, al intervenirles de urgencia y estabilizar su reiatsu).
Como Visored, tiene acceso a algunas técnicas propias de los Hollows. En concreto, su "Cero" es de color rojo, y normalmente lo lanza desde su espada (incluso sellada y sin liberar). Este ataque es tan potente que la única vez que lo lanzó estuvo a punto de matar a la 6ª Espada Grimmjow Jaggerjack, pese a que éste había lanzado su propio Cero para contrarrestarlo. Con este ataque consiguió salvar a Rukia Kuchiki, la cual se encontraba a merced del arrancar.
Ha demostrado la capacidad de transportar a un shinigami a su mundo interior mediante la imposición de su mano en la frente del sujeto en cuestión (en Vizards que aún no controlan su Hollow interno esto da como consecuencia una batalla interior entre la parte shinigami y la hollow, en la que mientras tanto el cuerpo espiritual del mismo se transforma en un hollow salvaje carente de inteligencia o raciocinio)

## Zanpakutō
Hirako como todo shinigami posee una Zanpakutō, en forma sellada tiene el aspecto de una katana normal. Su Zanpakutō tiene el poder para sellar el hollow de un shinigami si toma el control del mismo. Para hacer esto Hirako rompe la máscara de hollow que aparece progresivamente con la punta de su espada.

### Shikai:Sakanade
El nombre de su zanpakutō es Sakanade (逆撫で Habilidad de invertir una acción o idea). El shikai de Hirako se activa con el comando Colapsa. La habilidad de Sakanade según Hirako es el control completo del sistema nervioso, una habilidad parecida a la Zanpakutō de Aizen. La cual invierte la realidad en un área delimitada ya establecida por la zanpakutō llamada "Mundo Invertido" donde los sentidos se invierten para todo aquel que este dentro (excepto para quien sostiene a Sakanade) es decir, la izquierda se vuelve derecha, arriba se vuelve abajo, adelante se vuelve atrás etc, incluso es capaz de cambiar el sentido de corte de las zanpakutō, la dirección donde está viendo, la dirección donde ataca, la dirección de donde recibe daño, básicamente todo lo relacionado con la percepción tridimensional, etc. Aunque en realidad todo esto es una ilusión que confunde el sistema nervioso del enemigo ya que el mundo real no sufre cambio alguno, es una técnica bastante poderosa. Cabe agregar que cuando Shinji se presenta en la escuela pone su nombre al revés y dice que hacer eso es su especialidad.

## Máscara Visored
Hirako es capaz de aumentar su poder de forma notable fusionando su reiatsu de shinigami con el de un hollow poniéndose una máscara de color blanco que le cubre toda la cara, está dividida en dos secciones transversalmente que separan tanto la mandíbula de hollow como sus ojos y la parte que cubre los pómulos (dividida en secciones convexas) en la zona de las cejas posee un saliente y el cráneo está totalmente cubierto por secciones alargadas, en la zona de la nuca varios flecos de color blanco caen hacia abajo. Sus ojos pasan a ser negros y su iris amarillo, su voz cambia adquiriendo un tono menos humano y todas sus técnicas aumentan de nivel al instante.
Su shunpo se hace increíblemente veloz, tanto que es difícil seguirle.
Sus estocadas liberan reiatsu puro, ejerciendo una presión considerable.
En esta forma es capaz de lanzar el potente ataque de naturaleza Hollow llamado Cero, que realiza a través del puño que sujeta la empuñadura de su Zanpakutō. Su ataque es tan potente que derrotó a Grimmjow con una sola ráfaga incluso cuando el Arrancar había lanzado su propio Cero para protegerse.

## Curiosidades
- Es el primer Visored en lanzar un Cero.
- Se revela el kanji que lo representa, siendo 逆 que significa "Inverso".

- Datos: Q8238809